# Foguete Sonda

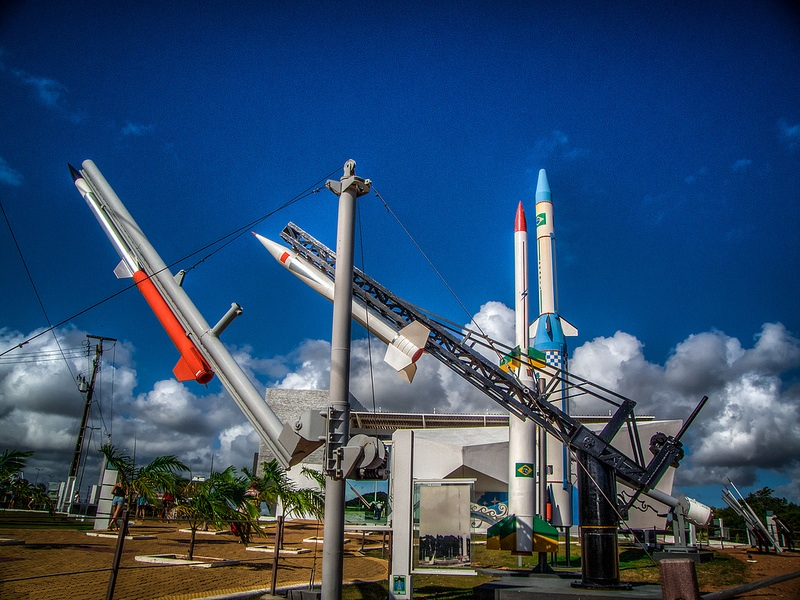
Foguetes da família Sonda em exposição no CLBI, Rio Grande do Norte. Da frente para o fundo, os foguetes Sonda I, II, III e IV.

Os foguetes da família Sonda foram os primeiros foguetes fabricados no Brasil, lançados a partir do Centro de Lançamento da Barreira do Inferno no estado do Rio Grande do Norte. Os conhecimentos adquiridos com esses foguetes serviram de base para a criação dos motores que iriam compor os estágios do futuro Veículo Lançador de Satélites.
Os foguetes dessa família, são foguetes de sondagem utilizados em missões sub-orbitais de exploração do espaço, capazes de lançar cargas úteis compostas por experimentos científicos e tecnológicos.
O projeto atendia aos dois principais objetivos do planejamento criado pelo GTEPE desde 1964, que eram: criar uma base para lançamento de foguetes de sondagem no Brasil e construir foguetes localmente. Primeiro em parceria com os estrangeiros e paulatinamente envolvendo a indústria privada Brasileira.
Esses dois objetivos se materializaram em 1965, com a inauguração do Campo de Lançamento de Foguetes da Barreira do Inferno (CLFBI), atual CLBI, e nesse mesmo ano, com o lançamento do primeiro foguete Sonda I a partir dele.

## Sonda I
Em 1965 o Brasil precisava honrar acordos de pesquisa meteorológicas com outros Países e só dispunha de foguetes Americanos para tal. Naquela época, o GTEPE, por intermédio do que viria a se tornar mais tarde o CTA e em conjunto com a Avibras, iniciaram o desenvolvimento do primeiro foguete de sondagem meteorológica Brasileiro o DM-6501, que viria a ser conhecido mais tarde como Sonda I. Esse foguete foi uma evolução técnica sobre o foguete Arcas Americano.
Inúmeras tecnologias foram desenvolvidas e transferidas para a indústria, o que significou uma economia de divisas superior a US$ 1 milhão por mês. Mais de 200 foguetes Sonda I foram lançados da Barreira do Inferno, em Natal, todos com dificuldades técnicas, sendo o último em 1977.
Características

Foguete de dois estágios: 1 x S10-1 + 1 x S10-2.
- Notas: o motor S10-1 era o booster (27 kN), e o S10-2 uma evolução do Arcas, porém com 4,2 kN de empuxo.
- Situação: Fora de serviço (1975) (?).
- Altura: 3,95 m
- Diâmetro: 0,127 m (S10-1) 0,114 m (S10-2)
- Massa: 59 kg
- Carga útil: 4,5 kg
- Empuxo no lançamento: 27 kN
- Apogeu: 70 km
- Estreia: Dezembro de 1965.
- Último: 1977
- Lançamentos: 226

## Sonda II
O foguete Sonda II teve origem completamente diversa do Sonda I, e apesar do nome, não é uma evolução deste.
Em 1968, inspirados pelos conhecimentos adquiridos com os foguetes Black Brant III e IV Canadenses, usados no projeto
SAAP um foguete operacionalmente muito bom iniciou-se o desenvolvimento do Sonda II. Já em julho de 1969, foram lançados os dois primeiros foguetes Sonda II. É verdade que nos primeiros lançamentos os resultados não foram um sucesso, mas já era uma primeira tentativa de ter um segundo foguete Brasileiro voando.
Esse foguete, foi desenvolvido para transporte de cargas úteis científicas e tecnológicas, de 20 a 70 kg, para experimentos na faixa de 50 a 100 km de altitude, com inovações tecnológicas, como novas proteções térmicas, novos propelentes e testes de componentes eletrônicos. O motor S20, que impulsionava este modelo, foi o primeiro motor a combustível sólido do tipo "composite" fabricado no Brasil.
Características

Foguete de um estágio: 1 x S20.
- Notas: diferente do que se pode imaginar, este modelo não é uma simples evolução do Sonda I.
- Situação: Fora de serviço (1996).
- Altura: 4,1 m
- Diâmetro: 0,300 m
- Massa: 368 kg
- Carga útil: 44 kg
- Empuxo no lançamento: 36 kN
- Apogeu: 90 km
- Estreia: Julho de 1969.
- Último: 1996
- Lançamentos: 15

## Sonda III
Em 1969, o IAE iniciou o desenvolvimento do próximo modelo da linha de foguetes Sonda. Era o foguete Sonda III de dois estágios de combustível sólido, sendo este baseado no Black Brant IV, e capaz de transportar cargas úteis científicas e tecnológicas de 60 a 140 kg para experimentos na faixa de 200 a 650 km de altitude. Foram lançados 29 foguetes Sonda III do CLBI e do CLA.
Esse veículo foi o primeiro da série a receber instrumentação completa de alta complexidade, envolvendo: separação de estágios, ignição do segundo estágio, aquisição de dados, teledestruição, controle de atitude e recuperação da carga útil. O primeiro protótipo voou em 26 de fevereiro de 1976.
Características

Foguete de dois estágios: 1 x S30 + 1 x S20.
- Notas: o motor S30 era o booster (27 kN), e o S20 o mesmo usado no Sonda II com 36 kN de empuxo.
- Situação: Fora de serviço (2002).
- Altura: 8 m
- Diâmetro: 0,557 m (S30) 0,300 m (S20)
- Massa: 1.581 kg
- Carga útil: 140 kg
- Empuxo no lançamento: 120 kN
- Apogeu: 250 km
- Estreia: 26 de Fevereiro de 1976.
- Último: 12 de Maio de 2002
- Lançamentos: 31

## Sonda IV
A partir de 1974, começou a segunda fase de desenvolvimento de foguetes Brasileiros, agora dotados de sistemas de guiagem. Isso levou ao projeto preliminar do foguete biestágio Sonda IV, com propulsores carregados com propelente sólido, especificado para permitir o domínio das tecnologias imprescindíveis para o futuro desenvolvimento do Veículo Lançador de Satélites (VLS).
O Sonda IV foi utilizado para o transporte de cargas úteis científicas e tecnológicas de 300 a 500 kg para experimentos na faixa de 700 a 1 000 km de altitude, tendo o seu primeiro lançamento ocorrido em 1984. Ele foi o primeiro foguete Brasileiro a passar por testes estáticos muito mais sofisticados, além de um sistema de correção de desvios e controle inercial de última geração.
Características

Foguete de dois estágios: 1 x S40 + 1 x S30.
- Notas: o motor S40 era o booster (203 kN), e o S20-2 o mesmo usado no Sonda III com 120 kN de empuxo.
- Situação: Fora de serviço (1989) (?).
- Altura: 11 m
- Diâmetro: 1,008 m (S40) 0,555 m (S30)
- Massa: 7.270 kg
- Carga útil: 500 kg
- Empuxo no lançamento: 203 kN
- Apogeu: 730 km
- Estreia: 21 de Novembro de 1984.
- Último: 28 de Março de 1989
- Lançamentos: 4

## Legado
Embora não possam ser considerados marcos representativos de uma nova fase do Programa Espacial Brasileiro (PEB), outros foguetes de sondagem foram desenvolvidos em substituição à família Sonda, hoje desativada. Baseados nos motores que estavam sendo desenvolvidos para compor os estágios do futuro Veículo Lançador de Satélites (VLS), foram criados os foguetes da família VS: o VS-30, o VS-40 e o mais recente VSB-30. Este último é o primeiro foguete brasileiro submetido a um processo completo de certificação e por esse motivo conseguiu se tornar o carro-chefe dos lançadores do Programa Europeu de Microgravidade.

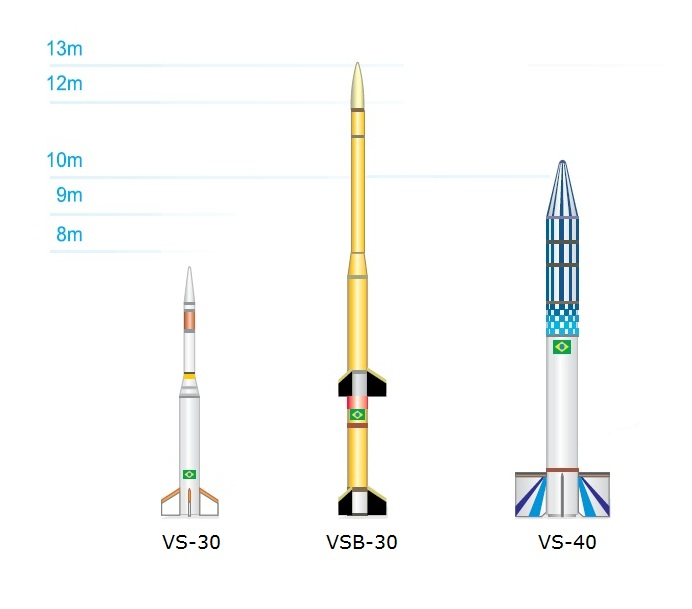
Foguetes da família VS: VS-30, VSB-30 e VS-40.